# Сент-Этьен-сюр-Ресуз
Сент-Этье́н-сюр-Ресу́з (фр. Saint-Étienne-sur-Reyssouze) — коммуна во Франции, находится в регионе Рона — Альпы. Департамент — Эн. Входит в состав кантона Пон-де-Во. Округ коммуны — Бурк-ан-Брес.
Код INSEE коммуны — 01352.

## География
Коммуна расположена приблизительно в 340 км к юго-востоку от Парижа, в 75 км севернее Лиона, в 29 км к северо-западу от Бурк-ан-Бреса.
На севере коммуны протекает река Ресуз.

## Климат
Климат полуконтинентальный с холодной зимой и тёплым летом. Дожди бывают нечасто, в основном летом.

## Население
Население коммуны на 2010 год составляло 531 человек.
| 1962 | 1968 | 1975 | 1982 | 1990 | 1999 | 2010 |
| ---- | ---- | ---- | ---- | ---- | ---- | ---- |
| 495  | 480  | 409  | 402  | 376  | 387  | 531  |

## Администрация
| Период | Период | Фамилия         | Партия | Примечания |
| ------ | ------ | --------------- | ------ | ---------- |
| 1995   | 2008   | Жан-Робер Гризо |        |            |
| 2008   | 2014   | Франсуаза Тено  |        |            |
| 2014   | 2020   | Жан-Пьер Марген |        |            |

## Экономика
В 2010 году среди 311 человек трудоспособного возраста (15—64 лет) 240 были экономически активными, 71 — неактивными (показатель активности — 77,2 %, в 1999 году было 71,8 %). Из 240 активных жителей работали 217 человек (122 мужчины и 95 женщин), безработных было 23 (8 мужчин и 15 женщин). Среди 71 неактивных 15 человек были учениками или студентами, 32 — пенсионерами, 24 были неактивными по другим причинам.

## Достопримечательности
- Ферма Перинья. Исторический памятник с 1981 года.[4]
- Ферма Монжуван (1654 год). Исторический памятник с 1925 года.[5]

## Фотогалерея

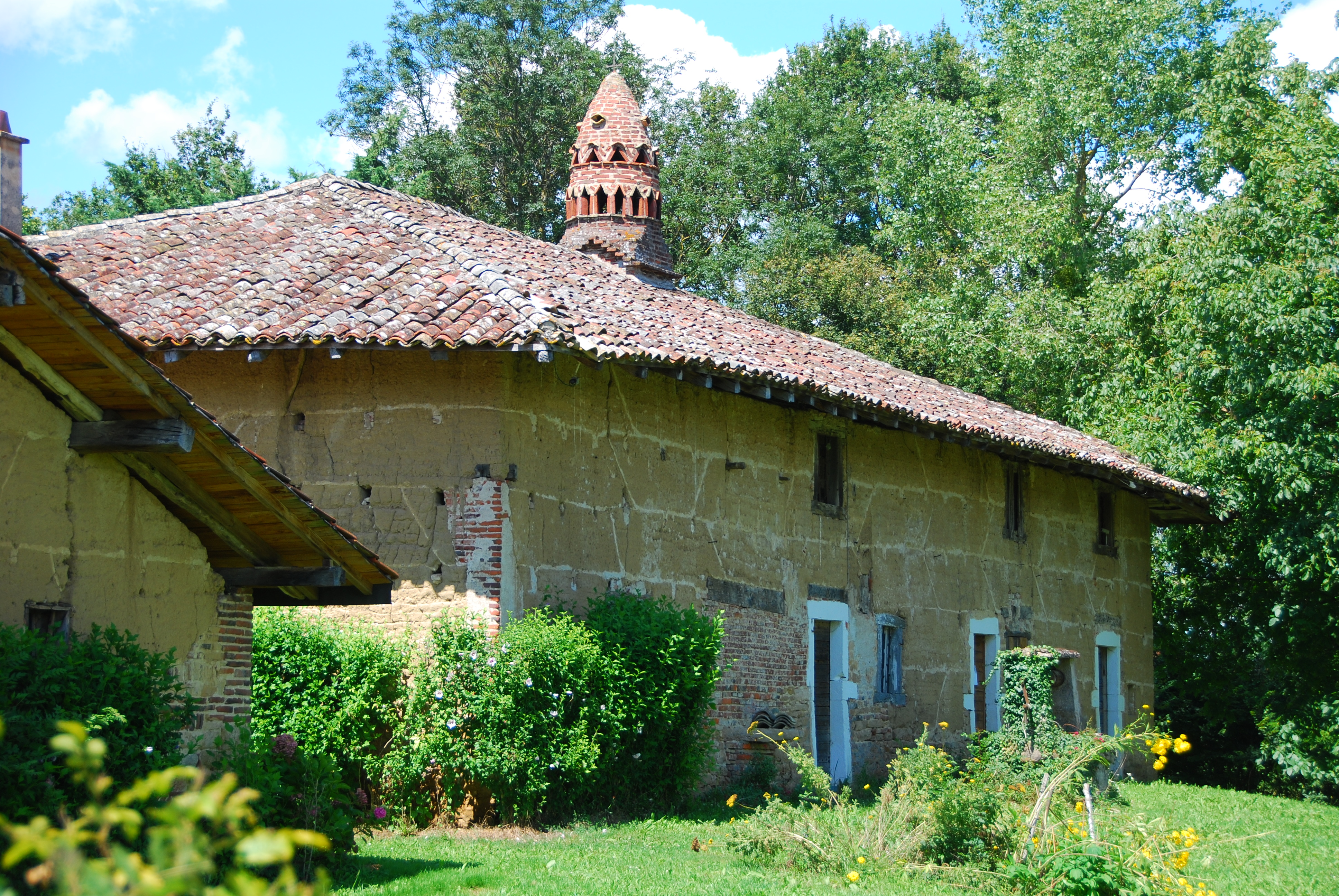
Ферма Перинья
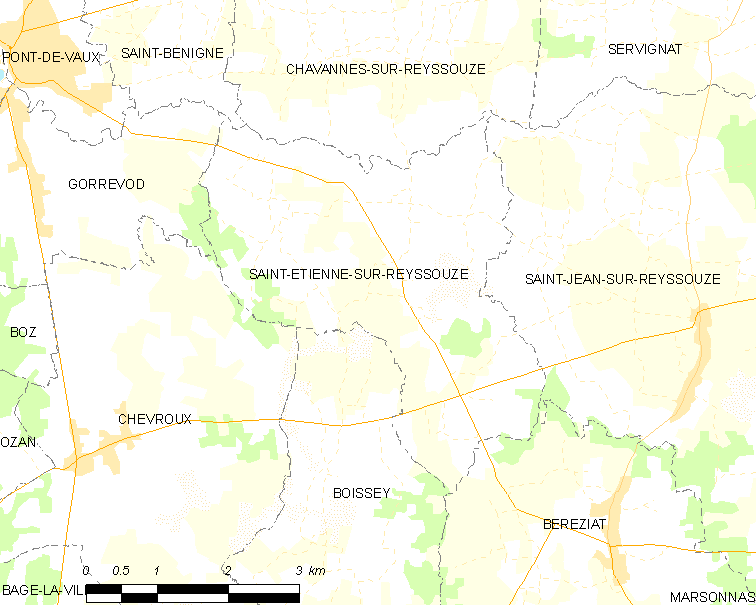
Карта коммуны